# 平井正夫
平井 正夫（ひらい まさお、1947年12月5日 - ）は、日本の官僚。総務省（旧郵政省）で通信自由化と郵政民営化に関わった。

## 経歴
- 大阪府立高津高等学校卒業。
- 1971年 - 東京大学経済学部卒業後、郵政省に入省（人事局要員訓練課）。
- 1972年 - 貯金局企画課。
- 1975年 - 電波監理局宇宙通信開発企画課。
- 1976年 - 柏原郵便局長。
- 1977年 - 東海郵政局郵務部輸送課長。
- 1979年 - 大臣官房電気通信監理官室。
- 1980年 - 電気通信政策局データ通信課長補佐。
- 1985年 - NTT出向、同社ワシントン事務所長。
- 1987年 - 通信政策局政策課通信産業振興室長。
- 1988年 - 通信政策局地域通信振興課長。
- 1990年 - 貯金局経営企画課長。
- 1992年 - 電気通信局事業政策課長。
- 1994年 - 大臣官房主計課長。
- 1995年 - 東北電気通信監理局長。
- 1997年 - 大臣官房専門調査官。
- 1999年 - 関東電気通信監理局長。
- 2000年 - 東京郵政局長。
- 2000年 - 郵政研究所次長[1]。
- 2001年 - 郵政事業庁次長。
- 2002年 - 総務省大臣官房総括審議官
- 2005年 -  総務省大臣官房長、総務審議官（郵政・通信担当）。
  - この間総務大臣（旧郵政大臣）の諮問機関として設置された電気通信技術審議会や情報通信審議会に参加。
- 2006年7月 - 退官後、日本データ通信協会・理事長。
- 2007年10月1日 - 郵政民営化と同時に発足した独立行政法人・郵便貯金・簡易生命保険管理機構の初代理事長に就任。
- 2018年11月 - 瑞宝重光章受章。